# Mees Kees in de wolken
Mees Kees in de wolken is een Nederlandse familiefilm uit 2019. Het is de vijfde film in Mees Kees-serie. De films en serie van Mees Kees zijn gebaseerd op de boeken van Mirjam Oldenhave.

## Verhaal
Mees Kees krijgt van zijn vriendin een ballonvaart voor zijn verjaardag. Mees Kees heeft hoogtevrees en probeert er daarom onderuit te komen. Directrice mw. Dreus organiseert een groot gala voor het 50-jarig bestaan van de school. De leerlingen moeten ieder iemand meenemen om mee te dansen. Echter zien de leerlingen hier tegenop omdat ze vinden dat ze niet kunnen dansen. Dit wordt op allerlei manieren geprobeerd op te lossen. Tobias wil graag zijn klasgenote Hasna mee vragen naar het feest maar hij vindt dit zeer lastig. Mees Kees probeert hem hiermee te helpen.

## Rolverdeling
| Acteur                | Personage    | Opmerking              |
| --------------------- | ------------ | ---------------------- |
| Leendert de Ridder    | Mees Kees    |                        |
| Sanne Wallis de Vries | Dreus        | Schoolhoofd            |
| Jochen Otten          | Meester Hank | Leraar Groep 8         |
| Sam Ghilane           | Juf Pauline  |                        |
| Ellie de Lange        | Marie Louise | Vriendin van Mees Kees |
| Raymonde de Kuyper    |              | Moeder Mees Kees       |
| Elisa Beuger          |              | Moeder Tobias          |
| Abel Nienhuis         |              | Vader Sep              |
| Lilo van den Bosch    | Jacky        | Leerling Mees Kees     |
| Badr Boubric          | Karim        | Leerling Mees Kees     |
| Tygo Desmet           | Fred         | Leerling Mees Kees     |
| Imme Gerritsen        | Tobias       | Leerling Mees Kees     |
| Mila van Groeningen   | Hasna        | Leerling Mees Kees     |
| Tijn Hoetmer          | Sep          | Leerling Mees Kees     |
| Devyne Hoffstaetter   | Winston      | Leerling Mees Kees     |
| Sem van der Horst     | Tom          | Leerling Mees Kees     |
| Saphira van der Kolk  | Manon        | Leerling Mees Kees     |
| Tyshara van Samson    | Lisa         | Leerling Mees Kees     |
| Mauro Semprevivo      | Sammy        | Leerling Mees Kees     |
| Kiara Usman           | Rachida      | Leerling Mees Kees     |
| Liz Vergeer           | Aukje        | Leerling Mees Kees     |
| Lively van Zweeden    | Lieke        | Leerling Mees Kees     |

## Prijzen
In 2019 won de film de titel: Gouden Film